# 盧肯科格爾山
47°05′17″N 12°35′27″E / 47.08814°N 12.59087°E

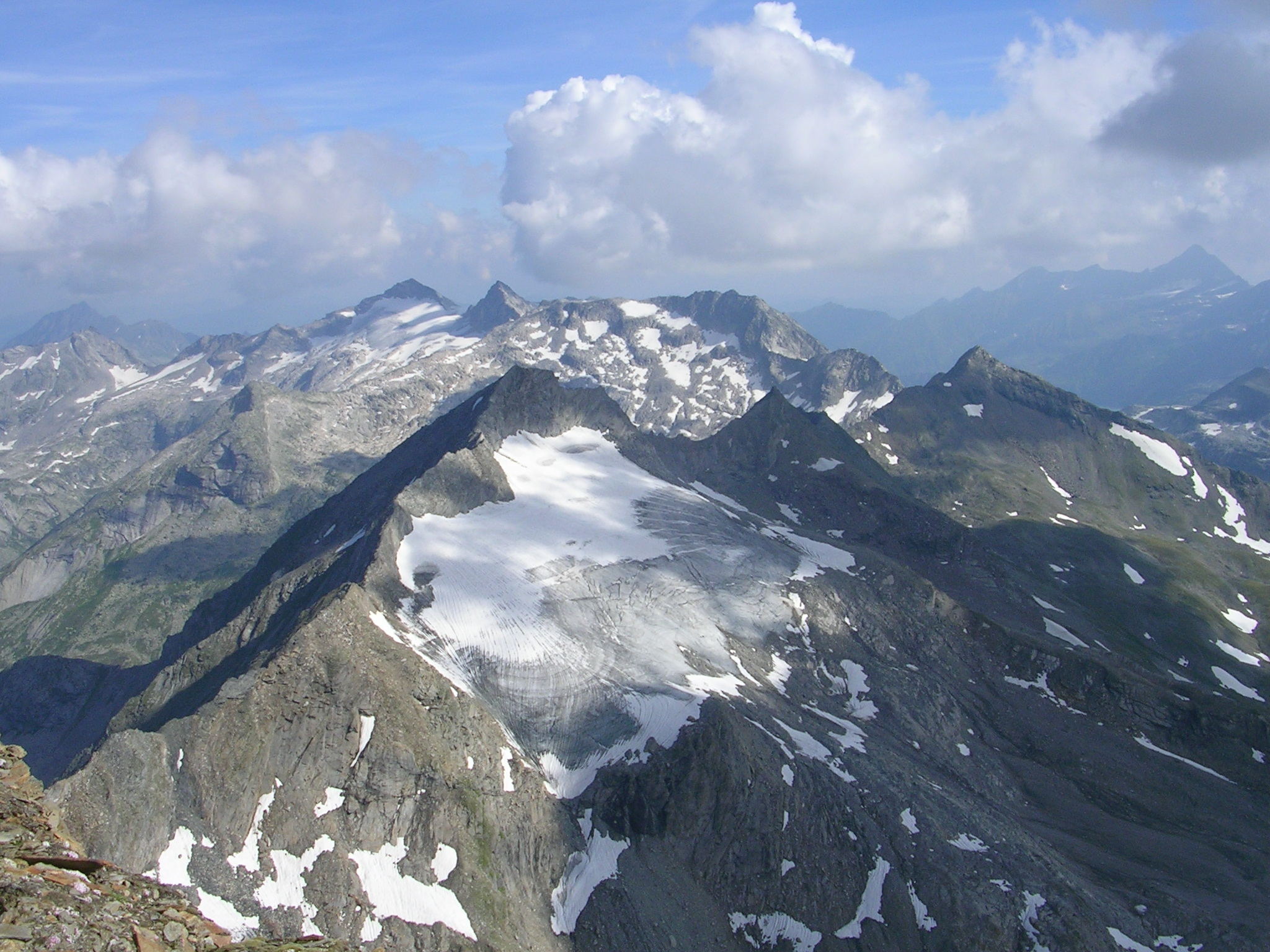

盧肯科格爾山（德語：Luckenkogel），是奧地利的山峰，位於該國西部，由蒂羅爾州負責管轄，距離大蒙塔尼茨山1.3公里，海拔高度3,100米，每年平均降雨量2,073毫米，人類在1870年首次登頂。